# AGIL Volley 2015-2016
Questa voce raccoglie le informazioni riguardanti l'AGIL Volley nelle competizioni ufficiali della stagione 2015-2016.

## Stagione
La stagione 2015-16 è per l'AGIL Volley, sponsorizzata dalla Igor Gorgonzola, la quinta, la terza consecutiva, in Serie A1; viene confermato l'allenatore Luciano Pedullà, anche se poi sostituito a stagione in corso da Marco Fenoglio, mentre la rosa è parzialmente variata, soprattutto nel reparto d'attacco: tra le confermate Cristina Chirichella, Noemi Signorile, Martina Guiggi, Sara Bonifacio e Stefania Sansonna. Tra i nuovi arrivi quelli di Caterina Bosetti, Samanta Fabris, Tijana Malešević, Áurea Cruz e Hélène Rousseaux, ceduta a metà campionato dopo l'arrivo di Nicole Fawcett, mentre tra le partenze di segnalano quelle di Katarina Barun, Kimberly Hill, Mi-Na Kim e Alexandra Klineman.

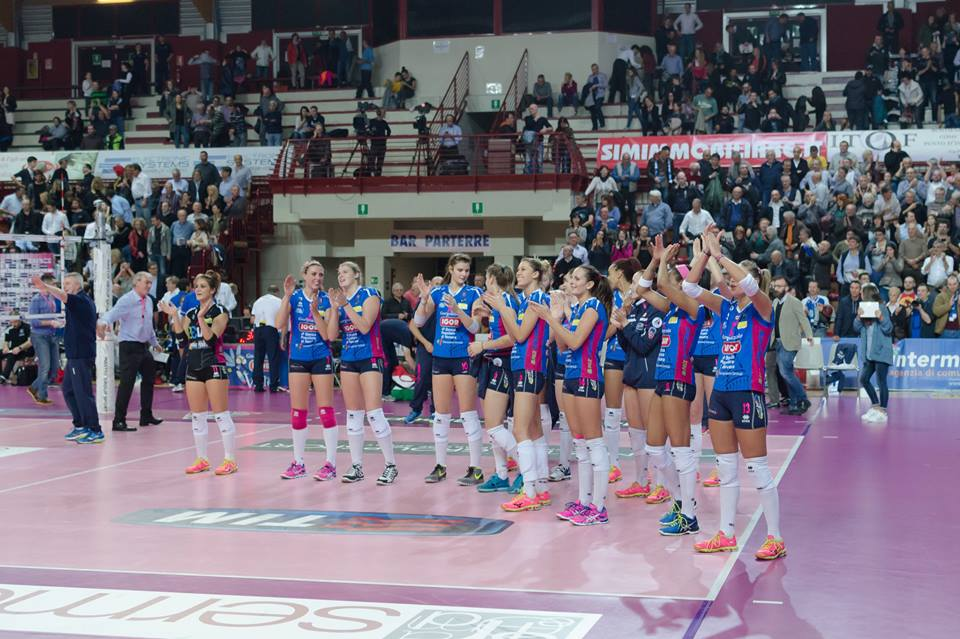
La squadra al termine di una partita

La stagione si apre con la partecipazione alla Supercoppa italiana a cui l'AGIL Volley è qualificata grazie alla vittoria della Coppa Italia 2014-15: la sfidante è la vincitrice dello scudetto 2014-15, ossia il Volleyball Casalmaggiore; il trofeo se lo aggiudica quest'ultima grazie alla vittoria per 3-2.
Il campionato si apre con quattro vittorie consecutive: la prima sconfitta arriva alla quinta giornata in casa del Volleyball Casalmaggiore, seguita da un nuovo stop, questa volta tra le mura amiche, contro il Promoball Volleyball Flero; nel resto del girone di andata il club di Novara vince tutte le partite disputate, perdendo una sola gara, alla dodicesima giornata contro il River Volley, e classificandosi al terzo posto, utile per accedere alla Coppa Italia. Il girone di ritorno comincia con altre tre vittorie, per poi proseguire con un periodo di risultati altalenanti; la regular season si conclude con quattro successi e il quarto posto in classifica. Nei quarti di finale dei play-off scudetti l'AGIL Volley incontra la LJ Volley: dopo aver perso gara 1, le piemontesi vincono gara 2, ma poi vengono sconfitte in casa, in gara 3, venendo eliminate dalla competizione.
Il terzo posto al termine del girone di andata della Serie A1 2015-16 consente all'AGIL Volley di partecipare alla Coppa Italia: tuttavia la squadra viene eliminata ai quarti di finale dal Volley Bergamo perdendo per 3-0.
Il primo posto al termine della regular season e il raggiungimento della finale nella Serie A1 2014-15 qualifica il club piemontese alla Champions League: nella fase a gironi l'AGIL Volley vince due partite, entrambe contro il Kamnik, e ne perde quattro, chiudendo al terzo posto il proprio raggruppamento, non utile per accedere alla fase a eliminazione diretta, ma si qualificata per la Coppa CEV. Nel Challenge Round della seconda competizione europea per club, la sfida è contro l'Azəryol Voleybol Klubu: le italiane dopo aver perso la gara di andata per 3-1, vincono quella di ritorno con lo stesso punteggio, ma vengono eliminate dopo aver perso il Golden set.

## Organigramma societario
Area direttiva
- Presidente: Giovanna Saporiti
- Vicepresidente: Monica Loro
- Staff amministrativo: Paola Gatti, Laura Saporiti, Fabrizio Zucconi, Enzo Lassandro

Area organizzativa
- Team manager: Enrico Marchioni
- Direttore sportivo: Enrico Marchioni
- Logistica: Enzo Lassandro

Area tecnica
- Allenatore: Luciano Pedullà (fino al 14 dicembre 2015), Marco Fenoglio (dal 15 dicembre 2015)
- Allenatore in seconda: Daniele Adami
- Assistente allenatore: Iacopo Morri
- Scoutman: Davide Fossale

Area comunicazione
- Ufficio stampa: Giuseppe Maddaluno, Pasquale Bono
- Webmaster: Enzo Lassandro
- Area grafica: Sandra Luzzani
- Ufficio comunicazioni: Ilaria Chiappari

Area marketing
- Ufficio marketing: Ilaria Chippari
- Area merchandising: Valeria Alberti

Area sanitaria
- Medico: Laura Trentani
- Coordinatore medico: Stefania Bobini
- Preparatore atletico: Marco Da Lozzo
- Fisioterapista: Alessio Botteghi
- Coordinatore fisioterapico: Fabio Mancin

## Rosa
| N° | Nome                 | Ruolo | Data di nascita   | Nazionalità sportiva |
| -- | -------------------- | ----- | ----------------- | -------------------- |
| 1  | Hélène Rousseaux     | S     | 25 settembre 1991 | Belgio               |
| 1  | Nicole Fawcett       | S/O   | 12 dicembre 1986  | Stati Uniti          |
| 3  | Eleonora Bruno       | L     | 15 aprile 1994    | Italia               |
| 5  | Magdalena Wawrzyniak | S/O   | 14 marzo 1990     | Polonia              |
| 6  | Tijana Malešević     | S     | 18 marzo 1991     | Serbia               |
| 7  | Martina Guiggi       | C     | 1º maggio 1984    | Italia               |
| 8  | Áurea Cruz           | S     | 10 gennaio 1982   | Porto Rico           |
| 9  | Sara Bonifacio       | C     | 3 luglio 1996     | Italia               |
| 10 | Cristina Chirichella | C     | 10 febbraio 1994  | Italia               |
| 11 | Stefania Sansonna    | L     | 1º novembre 1982  | Italia               |
| 13 | Noemi Signorile      | P     | 15 febbraio 1990  | Italia               |
| 14 | Caterina Bosetti     | S     | 2 febbraio 1994   | Italia               |
| 15 | Noura Mabilo         | C     | 22 agosto 1996    | Italia               |
| 17 | Francesca Bosio      | P     | 7 agosto 1997     | Italia               |
| 18 | Samanta Fabris       | S/O   | 8 febbraio 1992   | Croazia              |

## Mercato
| Acquisti | Acquisti             | Acquisti            | Acquisti   |
| R.       | Nome                 | da                  | Modalità   |
| -------- | -------------------- | ------------------- | ---------- |
| S        | Caterina Bosetti     | Galatasaray         | definitivo |
| L        | Eleonora Bruno       | Robur Tiboni Urbino | definitivo |
| S        | Áurea Cruz           | Rabitə Baku         | definitivo |
| S/O      | Samanta Fabris       | LJ                  | definitivo |
| S/O      | Nicole Fawcett       | Fujian              | definitivo |
| C        | Noura Mabilo         | Club Italia         | definitivo |
| S        | Tijana Malešević     | Sarıyer             | definitivo |
| S        | Hélène Rousseaux     | LJ                  | definitivo |
| S/O      | Magdalena Wawrzyniak | PTPS                | definitivo |

| Cessioni | Cessioni           | Cessioni               | Cessioni   |
| R.       | Nome               | a                      | Modalità   |
| -------- | ------------------ | ---------------------- | ---------- |
| L        | Valeria Alberti    | -                      | ritirata   |
| S/O      | Katarina Barun     | Bergamo                | definitivo |
| S        | Kimberly Hill      | VakıfBank              | definitivo |
| P        | Mi-Na Kim          | Pavia                  | definitivo |
| S        | Alexandra Klineman | Praia Clube            | definitivo |
| S        | Laura Partenio     | Obiettivo Risarcimento | definitivo |
| S        | Hélène Rousseaux   | Busto Arsizio          | definitivo |
| S/O      | Elisa Zanette      | Club Italia            | definitivo |

## Risultati

### Serie A1

#### Girone di andata
| 1ª giornata - 18 ottobre 2015 PalaResia, Bolzano                    | Neruda                 | 1 - 3 | AGIL          | 20-25, 18-25, 25-19, 23-25        |
| 2ª giornata - 25 ottobre 2015 PalaTerdoppio, Novara                 | AGIL                   | 3 - 1 | Club Italia   | 25-21, 25-16, 23-25, 25-23        |
| 4ª giornata - 4 novembre 2015 Nelson Mandela Forum, Firenze         | San Casciano           | 0 - 3 | AGIL          | 21-25, 22-25, 16-25               |
| 5ª giornata - 8 novembre 2015 PalaTerdoppio, Novara                 | AGIL                   | 3 - 1 | LJ            | 25-18, 22-25, 25-15, 25-23        |
| 6ª giornata - 15 novembre 2015 PalaRadi, Casalmaggiore              | Casalmaggiore          | 3 - 0 | AGIL          | 25-22, 25-13, 25-19               |
| 7ª giornata - 22 novembre 2015 PalaTerdoppio, Novara                | AGIL                   | 2 - 3 | Flero         | 23-25, 20-25, 25-18, 25-18, 14-16 |
| 8ª giornata - 29 novembre 2015 PalaTerdoppio, Novara                | AGIL                   | 3 - 1 | Imoco         | 25-18, 22-25, 25-23, 25-21        |
| 9ª giornata - 2 dicembre 2015 Palazzetto dello Sport, Scandicci     | Savino Del Bene        | 2 - 3 | AGIL          | 12-25, 25-17, 25-23, 19-25, 13-15 |
| 10ª giornata - 6 dicembre 2015 PalaTerdoppio, Novara                | AGIL                   | 3 - 0 | Busto Arsizio | 25-21, 25-23, 25-17               |
| 11ª giornata - 13 dicembre 2015 PalaNorda, Bergamo                  | Bergamo                | 2 - 3 | AGIL          | 19-25, 25-22, 25-15, 24-26, 15-17 |
| 12ª giornata - 19 dicembre 2015 PalaTerdoppio, Novara               | AGIL                   | 0 - 3 | River         | 18-25, 20-25, 22-25               |
| 13ª giornata - 22 dicembre 2015 Palasport Città di Vicenza, Vicenza | Obiettivo Risarcimento | 0 - 3 | AGIL          | 19-25, 20-25, 18-25               |

#### Girone di ritorno
| 14ª giornata - 17 gennaio 2016 PalaTerdoppio, Novara      | AGIL          | 3 - 0 | Neruda                 | 25-23, 25-13, 25-18               |
| 15ª giornata - 24 gennaio 2016 PalaYamamay, Busto Arsizio | Club Italia   | 0 - 3 | AGIL                   | 23-25, 18-25, 18-25               |
| 17ª giornata - 3 febbraio 2016 PalaTerdoppio, Novara      | AGIL          | 3 - 0 | San Casciano           | 25-22, 25-22, 25-22               |
| 18ª giornata - 7 febbraio 2016 PalaPanini, Modena         | LJ            | 3 - 0 | AGIL                   | 27-25, 25-22, 25-17               |
| 19ª giornata - 14 febbraio 2016 PalaTerdoppio, Novara     | AGIL          | 3 - 2 | Casalmaggiore          | 25-19, 25-21, 18-25, 23-25, 15-11 |
| 20ª giornata - 21 febbraio 2016 PalaGeorge, Montichiari   | Flero         | 0 - 3 | AGIL                   | 18-25, 13-25, 22-25               |
| 21ª giornata - 28 febbraio 2016 PalaVerde, Villorba       | Imoco         | 3 - 0 | AGIL                   | 25-16, 25-22, 25-22               |
| 22ª giornata - 2 marzo 2016 PalaTerdoppio, Novara         | AGIL          | 1 - 3 | Savino Del Bene        | 25-23, 28-30, 21-25, 16-25        |
| 23ª giornata - 6 marzo 2016 PalaYamamay, Busto Arsizio    | Busto Arsizio | 2 - 3 | AGIL                   | 26-24, 21-25, 25-22, 27-29, 12-15 |
| 24ª giornata - 13 aprile 2016 PalaTerdoppio, Novara       | AGIL          | 3 - 2 | Bergamo                | 16-25, 25-19, 28-26, 22-25, 15-12 |
| 25ª giornata - 26 marzo 2016 PalaBanca, Piacenza          | River         | 0 - 3 | AGIL                   | 23-25, 23-25, 20-25               |
| 26ª giornata - 2 aprile 2016 PalaTerdoppio, Novara        | AGIL          | 3 - 0 | Obiettivo Risarcimento | 25-18, 25-16, 25-14               |

#### Play-off scudetto
| Quarti di finale (gara 1) - 12 aprile 2016 PalaPanini, Modena     | LJ   | 3 - 0 | AGIL | 25-19, 25-22, 25-18        |
| Quarti di finale (gara 2) - 14 aprile 2016 PalaTerdoppio, Novara  | AGIL | 3 - 1 | LJ   | 25-20, 23-25, 25-14, 25-20 |
| Quarti di finale (gara 3) - 31 gennaio 2016 PalaTerdoppio, Novara | AGIL | 1 - 3 | LJ   | 25-17, 16-25, 23-25, 23-25 |

### Coppa Italia

#### Fase a eliminazione diretta
| Quarti di finale - 17 febbraio 2016 PalaTerdoppio, Novara | AGIL | 0 - 3 | Bergamo | 18-25, 21-25, 18-25 |

### Supercoppa italiana

#### Fase a eliminazione diretta
| Finale - 10 ottobre 2015 PalaRadi, Cremona | Casalmaggiore | 3 - 2 | AGIL | 17-25, 25-22, 25-23, 20-25, 17-15 |

### Champions League

#### Fase a gironi
| 1ª giornata - 28 ottobre 2015 Burhan Felek Spor Salonu, Istanbul | VakıfBank        | 3 - 1 | AGIL             | 25-20, 21-25, 25-20, 25-18        |
| 2ª giornata - 11 novembre 2015 PalaTerdoppio, Novara             | AGIL             | 3 - 0 | Kamnik           | 25-21, 25-12, 25-19               |
| 3ª giornata - 24 novembre 2015 Ergo Arena, Sopot                 | Atom Trefl Sopot | 3 - 0 | AGIL             | 25-21, 25-21, 25-21               |
| 4ª giornata - 9 dicembre 2015 PalaTerdoppio, Novara              | AGIL             | 1 - 3 | Atom Trefl Sopot | 25-22, 21-25, 22-25, 21-25        |
| 5ª giornata - 19 gennaio 2016 Hala Tivoli, Lubiana               | Kamnik           | 0 - 3 | AGIL             | 22-25, 14-25, 17-25               |
| 6ª giornata - 27 gennaio 2016 PalaTerdoppio, Novara              | AGIL             | 2 - 3 | VakıfBank        | 20-25, 25-21, 21-25, 25-21, 12-15 |

### Coppa CEV

#### Fase a eliminazione diretta
| Challenge Round (andata) - 11 febbraio 2016 A.Y.S. Sport Hall, Baku | Azəryol | 3 - 1 | AGIL    | 25-19, 25-17, 23-25, 25-17                   |
| Challenge Round (ritorno) - 23 febbraio 2016 PalaTerdoppio, Novara  | AGIL    | 3 - 1 | Azəryol | 25-23, 26-28, 25-23, 25-18 Golden set: 13-15 |

## Statistiche

### Statistiche di squadra
| Competizione        | Punti | In casa | In casa | In casa | In trasferta | In trasferta | In trasferta | Totale | Totale | Totale |
| Competizione        | Punti | G       | V       | P       | G            | V            | P            | G      | V      | P      |
| ------------------- | ----- | ------- | ------- | ------- | ------------ | ------------ | ------------ | ------ | ------ | ------ |
| Serie A1            | 50    | 14      | 10      | 4       | 13           | 9            | 4            | 27     | 19     | 8      |
| Coppa Italia        | -     | 1       | 0       | 1       | -            | -            | -            | 1      | 0      | 1      |
| Supercoppa italiana | -     | -       | -       | -       | -            | -            | -            | 1      | 0      | 1      |
| Champions League    | 7     | 3       | 1       | 2       | 3            | 1            | 2            | 6      | 2      | 4      |
| Coppa CEV           | -     | 1       | 1       | 0       | 1            | 0            | 1            | 2      | 1      | 1      |
| Totale              | -     | 19      | 12      | 7       | 17           | 10           | 7            | 37     | 22     | 15     |

G = partite giocate; V = partite vinte; P = partite perse

### Statistiche dei giocatori
| Giocatore      | Serie A1 | Serie A1 | Serie A1 | Serie A1 | Serie A1 | Coppa Italia | Coppa Italia | Coppa Italia | Coppa Italia | Coppa Italia | Supercoppa italiana | Supercoppa italiana | Supercoppa italiana | Supercoppa italiana | Supercoppa italiana | Champions League | Champions League | Champions League | Champions League | Champions League | Coppa CEV | Coppa CEV | Coppa CEV | Coppa CEV | Coppa CEV | Totale | Totale | Totale | Totale | Totale |
| Giocatore      | P        | PT       | AV       | MV       | BV       | P            | PT           | AV           | MV           | BV           | P                   | PT                  | AV                  | MV                  | BV                  | P                | PT               | AV               | MV               | BV               | P         | PT        | AV        | MV        | BV        | P      | PT     | AV     | MV     | BV     |
| -------------- | -------- | -------- | -------- | -------- | -------- | ------------ | ------------ | ------------ | ------------ | ------------ | ------------------- | ------------------- | ------------------- | ------------------- | ------------------- | ---------------- | ---------------- | ---------------- | ---------------- | ---------------- | --------- | --------- | --------- | --------- | --------- | ------ | ------ | ------ | ------ | ------ |
| S. Bonifacio   | 21       | 92       | 61       | 29       | 2        | 1            | 7            | 4            | 3            | 0            | 1                   | 0                   | 0                   | 0                   | 0                   | 4                | 22               | 13               | 8                | 1                | 1         | 5         | 3         | 2         | 0         | 28     | 126    | 81     | 42     | 3      |
| C. Bosetti     | 18       | 73       | 61       | 10       | 2        | 1            | 6            | 6            | 0            | 0            | 1                   | 17                  | 15                  | 1                   | 1                   | 3                | 23               | 17               | 2                | 4                | 2         | 11        | 10        | 1         | 0         | 25     | 130    | 109    | 14     | 7      |
| F. Bosio       | 15       | 3        | 2        | 1        | 0        | 1            | 0            | 0            | 0            | 0            | 0                   | 0                   | 0                   | 0                   | 0                   | 5                | 1                | 1                | 0                | 0                | 1         | 0         | 0         | 0         | 0         | 22     | 4      | 3      | 1      | 0      |
| E. Bruno       | 8        | 1        | 1        | -        | -        | 0            | -            | -            | -            | -            | 0                   | -                   | -                   | -                   | -                   | 2                | -                | -                | -                | -                | 0         | -         | -         | -         | -         | 10     | 1      | 1      | -      | -      |
| C. Chirichella | 21       | 165      | 113      | 32       | 20       | -            | -            | -            | -            | -            | 1                   | 11                  | 5                   | 4                   | 2                   | 6                | 33               | 17               | 8                | 8                | 1         | 4         | 3         | 1         | 0         | 29     | 213    | 138    | 45     | 30     |
| Á. Cruz        | 26       | 230      | 200      | 13       | 17       | 1            | 5            | 5            | 0            | 0            | 1                   | 12                  | 10                  | 1                   | 1                   | 6                | 53               | 46               | 3                | 4                | 2         | 24        | 21        | 2         | 1         | 36     | 324    | 282    | 19     | 23     |
| S. Fabris      | 27       | 489      | 426      | 30       | 33       | 1            | 11           | 10           | 1            | 0            | 1                   | 29                  | 24                  | 5                   | 0                   | 6                | 100              | 87               | 8                | 5                | 2         | 45        | 35        | 8         | 2         | 37     | 674    | 582    | 52     | 40     |
| N. Fawcett     | 14       | 153      | 130      | 16       | 7        | 1            | 3            | 3            | 0            | 0            | -                   | -                   | -                   | -                   | -                   | 2                | 12               | 11               | 1                | 0                | 2         | 19        | 13        | 5         | 1         | 19     | 187    | 157    | 22     | 8      |
| M. Guiggi      | 26       | 222      | 151      | 54       | 17       | 1            | 8            | 7            | 1            | 0            | 1                   | 10                  | 7                   | 1                   | 2                   | 6                | 43               | 27               | 11               | 5                | 2         | 22        | 14        | 5         | 3         | 36     | 305    | 206    | 72     | 27     |
| N. Mabilo      | 4        | 0        | 0        | 0        | 0        | 0            | 0            | 0            | 0            | 0            | 0                   | 0                   | 0                   | 0                   | 0                   | 0                | 0                | 0                | 0                | 0                | 1         | 0         | 0         | 0         | 0         | 5      | 0      | 0      | 0      | 0      |
| T. Malešević   | 23       | 143      | 130      | 11       | 2        | 1            | 6            | 6            | 0            | 0            | 1                   | 3                   | 2                   | 0                   | 1                   | 6                | 17               | 14               | 0                | 3                | 2         | 10        | 9         | 0         | 1         | 33     | 179    | 161    | 11     | 7      |
| H. Rousseaux   | 9        | 62       | 54       | 4        | 4        | -            | -            | -            | -            | -            | 1                   | 0                   | 0                   | 0                   | 0                   | 3                | 22               | 18               | 3                | 1                | -         | -         | -         | -         | -         | 13     | 84     | 72     | 7      | 5      |
| S. Sansonna    | 23       | -        | -        | -        | -        | 1            | -            | -            | -            | -            | 1                   | -                   | -                   | -                   | -                   | 6                | -                | -                | -                | -                | 2         | -         | -         | -         | -         | 33     | -      | -      | -      | -      |
| N. Signorile   | 17       | 47       | 17       | 17       | 13       | 1            | 0            | 0            | 0            | 0            | 1                   | 2                   | 1                   | 1                   | 0                   | 6                | 8                | 2                | 4                | 2                | 2         | 6         | 2         | 1         | 3         | 27     | 63     | 22     | 23     | 18     |
| M. Wawrzyniak  | 15       | 7        | 3        | 1        | 3        | 0            | 0            | 0            | 0            | 0            | 0                   | 0                   | 0                   | 0                   | 0                   | 5                | 13               | 9                | 0                | 4                | 1         | 0         | 0         | 0         | 0         | 21     | 20     | 12     | 1      | 7      |

P = presenze; PT = punti totali; AV = attacchi vincenti; MV = muri vincenti; BV = battute vincenti